# Pardesia
Pardesia (hebräisch פַּרְדֵּסִיָּה Pardessijjah, auch Pardesiyya und Pardessia, Plene: פרדסייה) ist eine Stadt in Israel, etwa 30 km nördlich von Tel Aviv. Der Ort liegt unweit des Mittelmeers nahe Netanja in der Scharonebene.
Pardesia wurde Mitte des 20. Jahrhunderts von jemenitischen Einwanderern gegründet. Bis 2006 hat die Stadt eine Einwohnerzahl von 6200 erreicht, 2018 gab es 5830 Einwohner.
Die deutsche Partnerstadt Pardesias ist Viersen.